# Ichneumon alius
Ichneumon alius là một loài tò vò trong họ Ichneumonidae.